# Ascanio II della Corgna
Ascanio II della Corgna (Perugia, 1571 – Perugia, 12 agosto 1606) è stato marchese sovrano di Castiglione del Lago per dieci anni (1596-1606). Succedette al padre Diomede, nipote di Ascanio I della Corgna.

## Biografia
Il venticinquenne Ascanio (primo di tre fratelli, gli altri erano Cesare e Fabio, religiosi) aveva compiuto studi letterari, scientifici, di filosofia, ma era anche un uomo determinato e sostanziale: desiderava, invero, unire le esperienze acquisite per conseguire apprezzabili risultati nella vita pubblica e privata.
Aveva sposato giovanissimo Francesca Sforza di Santa Fiora, figlia di Federico e di Beatrice Orsini. Dispose al segretario di corte Scipione Tolomei, prima delle nozze, di recarsi a Roma per accertarsi della gradevolezza dell'aspetto esteriore della sposa che lui definirà, con parole diplomatiche, "non proprio appetibile". In ogni caso la signora sforzesca che, dopo la prematura scomparsa di Ascanio, convolerà a nuove nozze con un Pallavicino di Busseto, gli diede la seguente prole:
- Fulvio Alessandro (18 aprile 1589 - 12 dicembre 1647), suo erede;
- Marcantonio Federico (5 ottobre 1590 - ?);
- Diomede Prospero (18 novembre 1596 - ?);
- Fabio (1600 - 1643), pittore e architetto;
- Giuseppe (1594 - 27 marzo 1678), ultimo della linea maschile dei della Corgna; vescovo di Caserta dal 1626, di Squillace dal 1636 e di Orvieto dal 20 marzo 1656 al 23 febbraio 1676 (rinuncia)[4];
- le gemelle Porzia Maura e Margherita Laura (25 aprile 1598 - ?);
- Vittoria (8 ottobre 1599 - ?);
- Margherita (17 novembre 1600 - ?).[5]

Il nuovo marchese era, al contempo, un delicato poeta e un abile spadaccino, tanto da partecipare ad alcune campagne belliche, anche all'estero. Preferiva maggiormente coltivare le attitudini intellettuali e fu "principe" dell'Accademia perugina degli Insensati. Il papa Clemente VIII lo stimava molto per la serietà e competenza e, de facto, fu suo consigliere: questo lo impegnava a frequenti soggiorni romani.
Ascanio II, con la collaborazione del poeta bernesco Cesare Caporali e del consigliere politico Scipione Tolomei, organizzava nelle tre stanze segrete del palazzo castiglionese, riunioni notturne degli Insensati per trattare temi culturali, cui partecipavano selezionati artisti, letterati e nobili di Perugia.
Protesse il rimatore scherzoso Cesare Caporali e volle che risiedesse nel palazzo: incaricò il Tolomei di invitarlo con un'apposita lettera. Il Caporali visse, dunque, per anni a Castiglione, vi morì nel 1601 e, per ordine del marchese, fu sepolto nella chiesa degli agostiniani. Ascanio gli dimostrò ancora affetto quando, deceduto il parroco della pieve Giovanni Maria Lombardi, desiderò che gli subentrasse il figlio Antimo.
L'anziano fiduciario Scipione Tolomei, appena scomparve Diomede, scrisse una missiva al giovane Ascanio per ricordargli che "conviene d'andar destro ne' supplizi, nelle imposte e nelle censure e di preparar così la benevolenza con la dolcezza....con dei sudditi....per natura facili a sollevarsi come han fatto spesse volte in tempo de' signori avo e padre suoi". 
Il letterato perugino partecipò in modo costruttivo al governo del feudo e all'amministrazione della casa del marchese: un'altra epistola, infatti, conteneva saggi e prudenti suggerimenti di Buon Governo diretti al giovane reggente. Il 12 agosto 1606 Ascanio II morì, a trentacinque anni, nel palazzo del duca, a Perugia, per un'ulcera gastrica. Fu davvero compianto dai sudditi e tumulato nella cripta della cappella di Sant'Andrea, nella chiesa perugina di San Francesco al Prato. Gli succedette il diciassettenne Fulvio II Alessandro, inizialmente guidato dalla madre e dal segretario Scipione Tolomei.